# Bockasjö (Reftele socken, Småland)
Bockasjö är en sjö i Gislaveds kommun i Småland och ingår i Nissans huvudavrinningsområde.